# Serafino Santambrogio
Serafino Santambrogio (Seregno, 9 gennaio 1914 – 18 luglio 1979) è stato un ciclista su strada italiano.
Professionista e indipendente dal 1938 al 1946, vinse la Coppa del Re Imperatore nel 1940.

## Carriera
Tra i dilettanti Santambrogio vinse diverse classiche lombarde di categoria, tra cui la Coppa Del Grande nel 1937 e il Piccolo Giro di Lombardia nel 1938.
Passato agli indipendenti, partecipò alle edizioni 1939 e 1940 del Giro d'Italia, la prima con i colori della milanese U.S. Azzini e la seconda con quelli del Dopolavoro Aziendale Vismara di Casatenovo, ottenendo come miglior risultato il secondo posto nella quinta tappa del Giro 1939 a Roma dietro Adolfo Leoni. Nel 1940 vinse anche la Targa d'Oro Città di Legnano e la Coppa del Re Imperatore, classiche lombarde riservate a indipendenti e dilettanti; per quanto concerne le corse aperte anche ai professionisti, fu settimo alla Coppa Bernocchi 1939, quarto nel Giro di Campania 1940 e nono nella Milano-Modena dello stesso anno.
Dopo l'interruzione delle attività per la Seconda guerra mondiale, gareggiò in alcune prove nel 1946 con la squadra di marca Ricci, concludendo quindi la carriera agonistica.

## Palmarès
- 1935 (dilettanti)

Coppa Baracca
- 1937 (dilettanti)

Coppa Del Grande
Trofeo Pluderi
- 1938 (dilettanti)

Gran Premio Ettore Pozzoni
Piccolo Giro di Lombardia
- 1940 (Dopolavoro Az. Vismara Casatenovo)

Targa d'Oro Città di Legnano
Coppa del Re Imperatore
Trofeo San Giorgio - Genova
Coppa Somaini
Trofeo Luigi Novara

## Piazzamenti

### Grandi Giri
- Giro d'Italia

1939: 54º
1940: ritirato

### Classiche monumento
- Milano-Sanremo

1940: 36º
1942: 38º
- Giro di Lombardia

1939: 18º